# Pinhal Novo
Pinhal Novo ist eine portugiesische Freguesia im Kreis (Concelho) Palmela mit 26.989 (Stand 19. April 2021) Einwohnern auf 54,4 km², das sind 496 pro km².
Der Ort liegt auf der Península de Setúbal auf halbem Weg zwischen Lissabon und Setúbal.

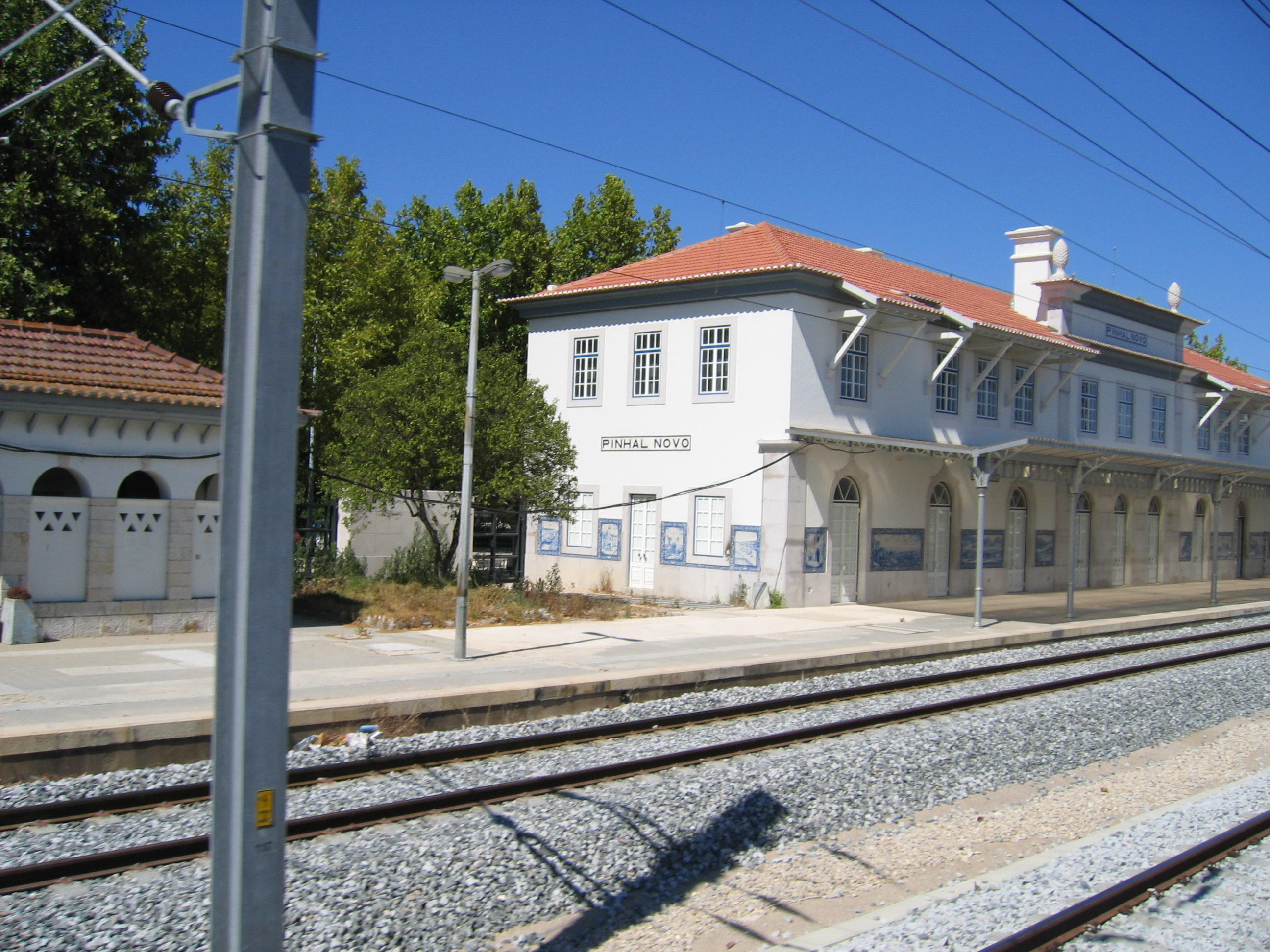
Eisenbahnkreuz von Pinhal Novo

Er liegt an zwei Schnellstraßen, die Lissabon mit dem Süden verbinden, und hat eine neue Bahnstation, von der man seit Oktober 2004 in einer halben Stunde das Lissaboner U-Bahn-Netz erreichen kann. Pinhal Novo liegt nahe dem Nationalpark Arrabida und hat eine diversifizierte Infrastruktur mit Shopping-Centern einschließlich des Forum Montijo und des Freihafens Alcochete.
Die Stadt verfügt mit dem Bahnhof Pinhal Novo über das wichtigste Eisenbahnkreuz im Süden von Lissabon. Hier treffen die Linha do Sul auf die Linha do Alentejo sowie auf die Vorortverbindung nach Barreiro und den inzwischen stillgelegten Anschluss Ramal do Montijo.

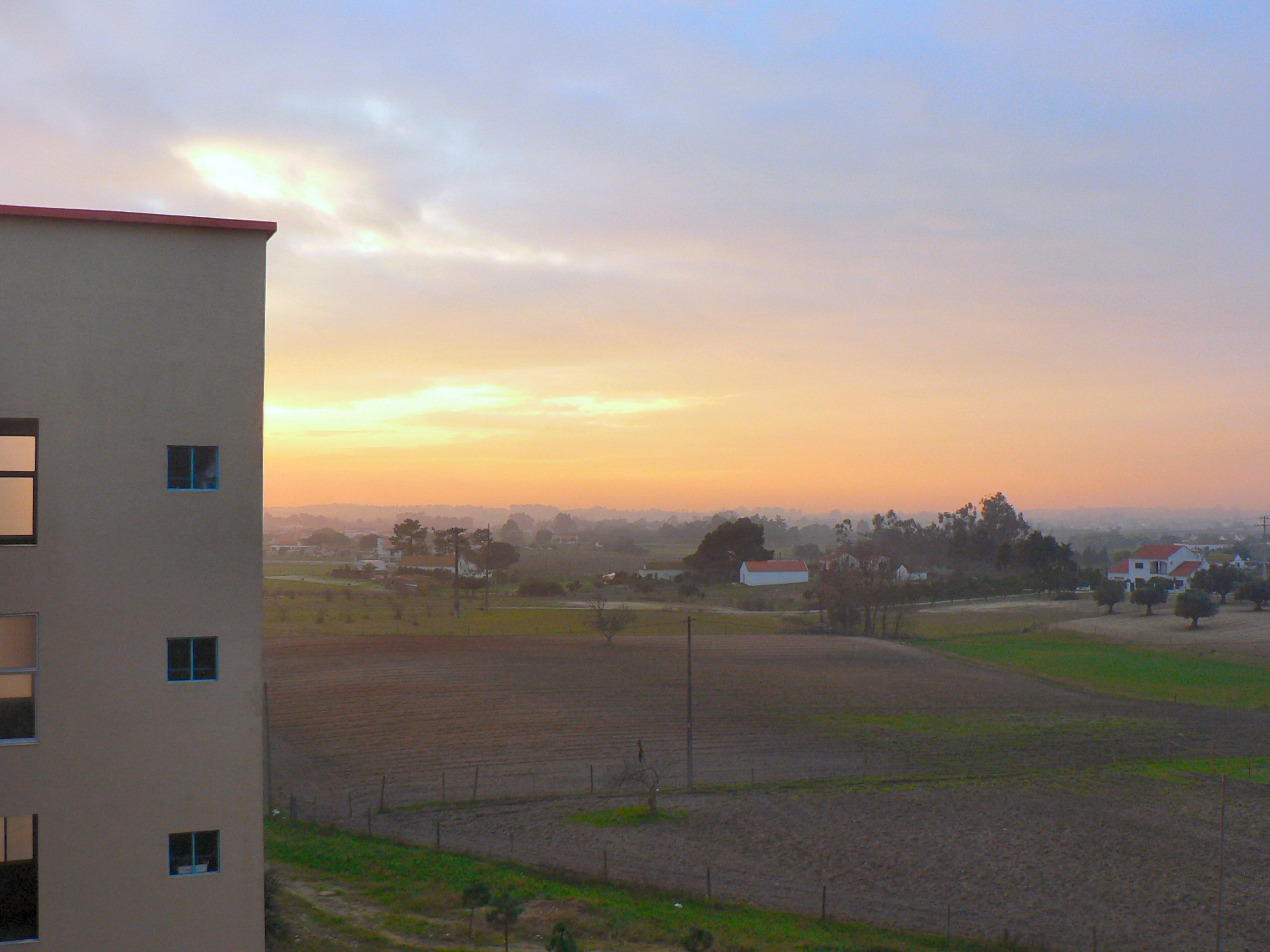
Pinhal Novo

Die Stadt wächst stark und wird sich in wenigen Jahren von einem kleinen Dorf zu einer 40.000-Einwohner-Stadt entwickelt haben. Sie profitiert von ihrer neuen Infrastruktur; der Lebensqualität wegen sind Großgebäude nicht erlaubt.